# Adda Daouéni
Adda Daouéni este un oraș în Comore, în  insula autonomă Anjouan. În 2012 avea o populație de 11801, iar la recensământul din 1991 avea 6171 locuitori.